# Choghā Soleymān
Choghā Soleymān (persiska: Choghā Salmān, چغا سلیمان) är en ort i Iran.   Den ligger i provinsen Lorestan, i den västra delen av landet, 400 km sydväst om huvudstaden Teheran. Choghā Soleymān ligger 1 169 meter över havet och antalet invånare är 216.
Terrängen runt Choghā Soleymān är lite bergig.Runt Choghā Soleymān är det ganska glesbefolkat, med 28 invånare per kvadratkilometer. Närmaste större samhälle är Vasīān, 12,5 km norr om Choghā Soleymān. Omgivningarna runt Choghā Soleymān är i huvudsak ett öppet busklandskap.